# Монтермар, Томас де, 2-й барон Монтермар
Томас де Монтермар (англ. Thomas de Monthermer; 4 октября 1301 — 24 июня 1340, при Слейсе) — английский аристократ, 2-й барон Монтермар с 1325 года, участник войн в Шотландии и Столетней войны. Погиб в битве при Слейсе.

## Биография
Томас де Монтермар был старшим сыном незнатного дворянина Ральфа де Монтермара и Джоанны Акрской, дочери короля Англии Эдуарда I. От отца он унаследовал в 1325 году права на титул барона Монтермара, однако в парламент его ни разу не вызывали. В начале правления короля Эдуарда III Томас примкнул к мятежу своего кузена Генри Ланкастерского и 25 июля 1330 года получил помилование. Он участвовал в походах в Шотландию в 1333, 1335 и 1337 годах. В 1340 году Монтермар погиб в морской битве при Слейсе во время войны с Францией.
2-й барон Монтермар был женат на Маргарет де Брюс, дочери сэра Питера де Брюса, которая родила ему дочь — тоже Маргарет, 3-ю баронессу Монтермар в своём праве (suo jure). Последняя стала женой Джона де Монтегю, 1-го барона Монтегю. В XVIII веке представители старшей ветви семьи Монтегю носили титул виконта и маркиза Монтермара как потомки Томаса.